# Скоков, Борис Николаевич
Борис Николаевич Скоков (29 февраля 1919, Астрахань, РСФСР — 20 ноября 2012, Астрахань, Российская Федерация) — советский и российский спортсмен по лыжным гонкам и гребле на байдарках и тренер по плаванию, заслуженный тренер РСФСР. Судья всесоюзной категории по плаванию (1956).

## Биография
Трудовую деятельность начал в 1935 г. рабочим морозильного цеха рыбокомбината им. Микояна. В 1936 г. окончил курсы инструкторов физкультуры в обществе «Рыбник Юга».
- 1936—1938 гг. — инструктор по спорту рыбокомбината им. Микояна,
- 1938—1939 гг. — участвовал в строительстве г. Комсомольска-на-Амуре,
- 1939—1947 гг. — проходил военную службу на Тихоокеанском флоте, участник Великой Отечественной войны,
- 1947 г. — тренер по плаванию ДСО «Водник»,
- 1947—1949 гг. — инструктор, начальник оборонно-спортивного отдела спортивного общества «Динамо»,
- 1949—1950 гг. — начальник учебно-спортивного отдела спорткомитета при облисполкоме,
- 1950—1952 гг. — преподаватель астраханского техникума физкультуры,
- 1952—1954 гг. — инструктор Астраханского обкома КПСС,
- 1954—1957 гг. — преподаватель астраханского техникума физкультуры,
- 1957—1979 гг. — тренер, директор детско-юношеской спортивной школы ДСО «Спартак»,
- в конце 1960-х — начале 1970 гг. — тренер сборной СССР по плаванию, в течение 11 лет — старший тренер сборной РСФСР. Его подопечные завоевали более 60 званий чемпионов и рекордсменов РСФСР и международных соревнований.

По выходу на пенсию (с 1979 по 1999 гг.) — на организационной работе во Дворце спорта «Спартак».

## Награды и звания
Заслуженный тренер РСФСР.
Награждён медалью ордена «За заслуги перед Отечеством» 2-й степени, медалями «За боевые заслуги», «За победу над Германией», «За победу над Японией», «За доблестный труд», значком «Отличник физической культуры и спорта».